# Kaniuki (Lublin)
Pour les articles homonymes, voir Kaniuki.
Kaniuki (prononciation [kaˈɲukʲi]) (en ukrainien: Канюки, Kaniuky) est un village de la gmina de Podedwórze du powiat de Parczew dans la voïvodie de Lublin, situé dans l'est de la Pologne.
Il se situe à environ 7 kilomètres au sud de Podedwórze (siège de la gmina), 23 kilomètres à l'est de Parczew (siège du powiat) et 61 kilomètres au nord-est de Lublin (capitale de la voïvodie).
Le village comptait approximativement une population de 23 habitants en 2005.

## Histoire
De 1975 à 1998, le village est attaché administrativement à l'ancienne Voïvodie de Biała Podlaska.

Depuis 1999, il fait partie de la nouvelle voïvodie de Lublin.